# Comancheserien
Comancheserien är en serie flygsimulatorspel utvecklade och utgivna av Novalogic. Spelen går ut på att flyga en RAH-66 Comanche-attackhelikopter, som då spelen släpptes var under utveckling.  Spelen var tidiga att använda sig av voxeltekniken.

## Spel
Under årens lopp släpptes flera spel och expansionspaket:
- Comanche: Maximum Overkill (1992)
- Comanche: Global Challenge (1993) – tre nya kampanjer
- Comanche: Over the Edge (1993) - tre nya kampanjer
- Comanche CD (1994) – samling bestående av Maximum Overkill och 10uppdrag. Släpptes 1997 av Softkey som Comanche CD Special Edition. Demo av America Online, och möjlighet till Windows 95.

- Comanche 2 (1995)
- Werewolf vs Comanche 2.0 (1995) – paket med två spel med flerspelarläge

- Comanche 3 (1997)
- Comanche Gold (1998) - Comanche 3 med extra kampanjer

- Comanche 4[4] (2001)

Ett Comanchespel till SNES med Super FX 2-chippet var på gång, men tillverkningen avbröts.

### Fotnoter
1. ↑  ”Arkiverade kopian”. Arkiverad från originalet den 29 januari 2014. https://web.archive.org/web/20140129053722/http://www.ign.com/companies/novalogic. Läst 6 februari 2014.
2. ↑  http://www.gamespot.com/comanche-4/
3. ↑  http://www.mobygames.com/game/comanche-gold
4. ↑  ”Arkiverade kopian”. Arkiverad från originalet den 2 februari 2010. https://web.archive.org/web/20100202124914/http://www.novalogic.com/games.asp?GameKey=C4. Läst 21 maj 2010.
5. ↑  ”Comanche”. SNES Central. http://www.snescentral.com/article.php?id=0153.